# Abbaye Santa María de Óvila
Ne pas confondre la présente Santa María de Óvila avec l'Abbaye Santa María de la Oliva, également cistercienne et située en Navarre espagnole.
L'abbaye Santa María de Óvila est une abbaye cistercienne située dans la commune de Trillo, dans la province de Guadalajara. Fondée, suivant les sources, en 1175, 1181 ou 1186 par l'abbaye Sainte-Marie de Valbuena, elle ferme ses portes en 1835 lors du désamortissement.
Ses ruines connaissent un sort particulier puisqu'elles sont rachetées en 1931 par un riche Américain, William Randolph Hearst, qui les fait démonter et transporter à San Francisco, en vue d'être reconstruites dans sa propriété de Californie. Mais la ruine de cet homme d'affaires l'oblige à revendre les pierres à la ville, qui les entrepose provisoirement dans le parc du Golden Gate. Plusieurs incendies endommagent, non les pierres, mais toutes les traces d'identification permettant de reconstruire un bâtiment.
En 1994, une partie de ces pierres est donnée à l'abbaye de New Clairvaux, de l'Ordre cistercien de la Stricte Observance, qui les utilise pour construire sa salle capitulaire. Ces pierres sont ainsi à nouveau situées dans une abbaye cistercienne.

## Localisation

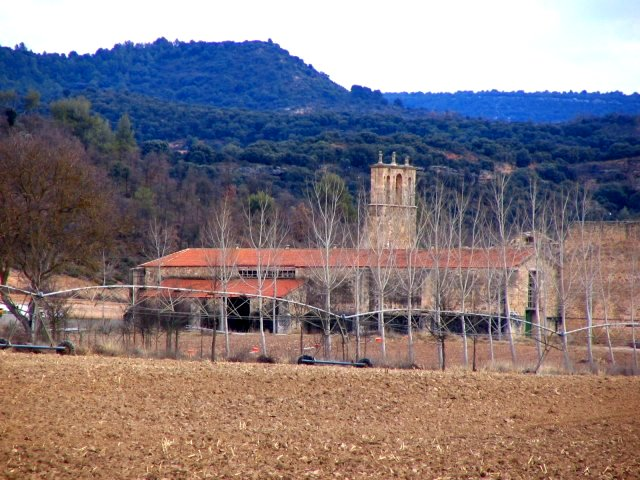
Le site actuel et les bâtiments subsistants de l'abbaye d'Óvila.

L'abbaye de Óvila est située dans la haute vallée du Tage, sur la rive droite du fleuve, à environ 750 mètres d'altitude.

## Histoire

### Fondation
L'abbaye est fondée en 1181 (ou, suivant certaines autres sources, en 1186 ou 1175) par les moines de l'abbaye Sainte-Marie de Valbuena, sur des terres données par Alphonse VIII. La communauté a longtemps été considérée comme faisant partie de la filiation de Huerta, et d'autres sources la considèrent comme fille de Boulbonne. Néanmoins, dans tous les cas, elle est de la lignée de Morimond ; les sources les plus anciennes, notamment les travaux d'Ángel Manrique, comme les études les plus récentes, semblent rattacher Óvila à Valbuena.
Le premier site de l'abbaye est situé à Murel, déjà en rive droite du Tage. Une bulle de Lucius III datée de 1182 est adressée à « Pedro, abbé de Santa María de Murel, et à ses frères ». Ángel Manrique affirme que la translation de la communauté sur le site définitif a lieu en 1186, ce qu'a contesté Francisco Layna Serrano dans les anénes 1930. Les historiens plus récents ont donné raison à Manrique.

### Développement

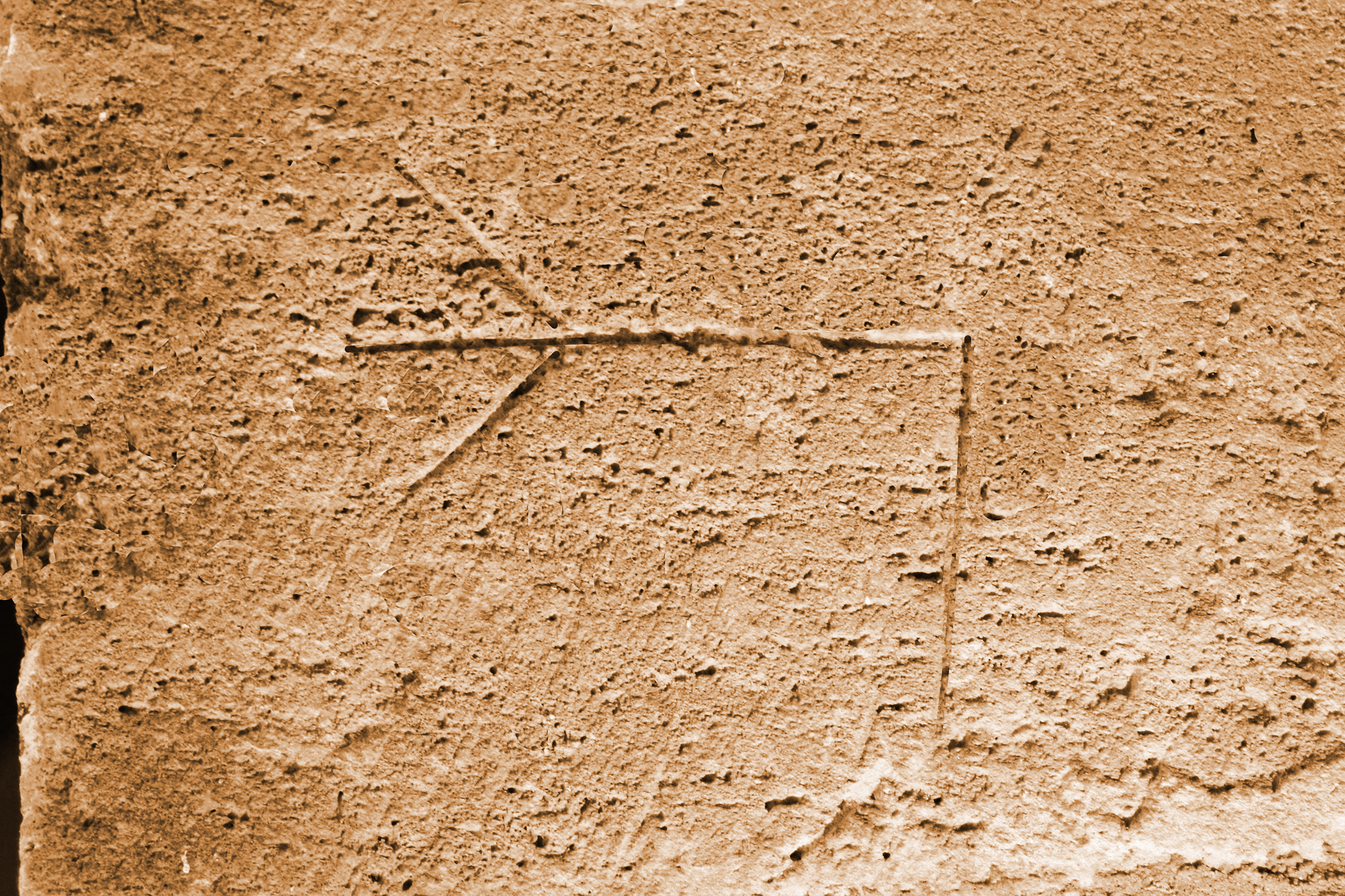
Marque lapidaire ornant une des pierres de l'abbaye.

Selon Ángel Manrique, contrairement à de grandes abbayes cisterciennes castillanes ou catalanes, comme Poblet, Santes Creus, Huerta et Veruela (de), Óvila est une petite communauté dont le développement reste modeste au cours des siècles. Cependant, il semble qu'un projet initial ait été extrêmement ambitieux, avec une étude pour construire une abbatiale à cinq nefs, modèle presque unique dans l'ordre cistercien ; mais le chapitre général, notamment sur l'insistance de Garnier de Rochefort, abbé de Clairvaux, qui avait été très défavorablement impressionné par le gigantisme de l'abbatiale de Vaucelles, recadre la communauté d'Óvila et lui enjoint de construire un édifice beaucoup plus modeste. Cette insistance est ensuite réitérée, par exemple en 1213 quand les bâtiments « superflus » sont prohibés, en 1231 quand le chapitre général s'insurge contre la « somptuosité » prévue de l'édifice et rappelle les objectifs de simplicité et de pauvreté de l'Ordre, et encore en 1240 quand l'ordre est donné de ne faire les bâtiments ni trop grands ni trop beaux.
Henri Ier, fils d'Alphonse VIII, poursuit durant son très bref règne l'œuvre de son père à Óvila ; il fait construire la salle capitulaire, le réfectoire et les caves de l'abbaye, et commence les travaux de l'abbatiale.
Au XVIe siècle, l'abbaye connaît une période de prospérité. L'abbatiale est alors reconstruite en style gothique, peut-être sur les plans de Rodrigo Gil de Hontañón. D'autres parties du monastère, notamment le cloître et la salle capitulaire, bénéficient également de ces travaux. Ces derniers se poursuivent jusqu'en 1617 et sont alors arrêtés par manque de moyens.

### Déclin
Au XVIIIe siècle, l'abbaye est victime d'un grand incendie qui l'endommage gravement, aggravant ainsi une crise des vocations déjà présente depuis longtemps. On ne compte alors que cinq moines à l'abbaye : l'abbé, le prieur, le sacristain, le cellérier et le secrétaire mais aucun convers.
Les guerres napoléoniennes bousculent encore cette vie monastique peu dynamique. L'abbaye est temporairement attribuiée à Francisco Antonio Ardiz. Malgré la Restauration absolutiste qui rend à la communauté la jouissance de ses locaux, cette dernière continue à s'appauvrir.

### Liste des abbés connus
- Abbés réguliers
  - Pedro, élu en 1181[9]
  - Esteban (1186-1205)[10]
  - Pedro (1205-1215)
  - Martín (1215-1218)[11]
  - Fernando González (1218-1228)[12]
  - Juan (1228-1236)
  - Amalvino (attesté en 1236)[13]
  - Martín de Peñafiel (dates incertaines)
  - Marcos (1247-1256)[14]
  - Domingo (1293-1296)
  - Arnaldo (1296-1299)[15]
  - Pedro (1299-1328)
  - Domingo (1328-1353)[16]
  - Marcos (1354-1370)
  - Domingo (1370-1397)[17]
  - Juan (1397-1425)[18]
  - Diego (1425-1437)
  - Martín de Pareja (1437-1444)
  - Juan Magdaleno (1444-1448)[19]
  - Sancho de Tamayo (1448-1463)[20]
  - Alonso de Alcubilla (1463-1493 ?)[21]
  - Bartolomé de Median (1493-1494)[22]
- Abbés commendataires
  - Ignacio de Collantes (1494-1506)[23]
  - Pelayo de Collantes (attesté en 1506)[24]
- Abbés triennaux
  - Benito de Fuensalida (1514)
  - Pablo Esquivel (1515-1518)
  - Fulgencio de Cuéllar (1518-1522)
  - Simeón de Ciudad Real (1522-1524)[25]
  - Benito de Secadura (1524-1527)[26]
  - Cristóbal de Orozco (1527-1540)[27]
  - Miguel Arias (1540-1546)
  - Agustín Romero (1546)
  - Fernando Salinas (1546-1547)[28]
  - Diego de Sanias (1547)
  - Bernardo de Estella (1548-1554)
  - Luís Velázquez (1554-1557)[29]
  - Gregorio de Tudela (1557-1560)
  - Plácido de Luzuriaga (1560-1563)[30]
  - Pablo de Rivas (1563-1566)
  - Cristóbal de Crispijana (1566-1569)[31]
  - Cipriano Gutiérrez (1569-1572)[32]
  - Leonardo de Cartes (1572-1575)
  - Eugenio Martínez (1575-1578)[33]
  - Leonardo de Cartes (1578-1581)[34]
  - Bernadro de Collazos (1581-1582)
  - Juan de Salazar (1582-1584)
  - Prudencio de la Fuente (1584-1587)[35]
  - Luis de Rivera (1587-1590)
  - Pedro de Óvila (1590-1593)
  - Agustín López (1593-1596)[36]
  - Pedro de Óvila (1596-1599)
  - Marcos de Porras (1599-1602)[37]
  - Atanasio Zapata (1602-1605)
  - Andrés de Cordoba (1605-1608)[38]
  - Bernardo Gómez (1608-1611)
  - Pedro de Óvila (1611-1612)[39]
  - Bernardo Barnuevo (1612-1614)
  - Juan de Elguero (1614-1617)[40]
  - Crisóstomo de Salas (1617-1620)
  - Severiano Pezuela (1620-1623)
  - Diego de Dueñas (1623-1626)[41]
  - Prudencio Camarena (1629-1629)
  - Benito Ruiz (1629-1632)
  - Alonso del Rincón (1632-1635)[42]
  - Juan de Oma (1635-1638)
  - Tomás Bravo (1638-1641)
  - José Núñez (1641-1644)[43]
  - Felipe López (1644)
  - Bernardo Osorio (1644-1646)
  - Luis Ramón (1646-1647)
  - Pedro de Oviedo (1646-1650)[44]
  - Bernardo Plaza (1650-1653)
  - Gabriel de Valsalobre (1653-1656)
  - Lorenzo de Robles (1656-1659)[45]
  - Ambrosio de Mendizábal (1659-1662)
  - Martín Alonso (1662-1665)
  - Lorenzo Lozano (1665-1667)
  - Dionisio Garrido (1668-1671)[46]
  - Bernardo Ortiz (1671-1674)
  - Luis Salazar (1674-1677)
  - Vicente Ruiz (1677-1680)
  - Sebastián Sánchez (1680-1683)
  - Jerónimo de San José (1683-1686)[47]
  - Eugenio Sánchez (1686-1689)
  - Benito Arias (1689-1692)
  - Alonso Aparicio (1692-1695)
  - Urbano Romero (1695-1696)[48]
  - José López (1696-1698)
  - Juan Campunzano (1698)
  - Gabriel Fernádez (1698-1701)
  - Martín Galán (1701-1704)
  - Francisco Muñoz (1704-1707)
  - José Maicas (1707-1710)[49]
  - Sebastián Pérez (1710-1713)
  - Martín Galán (1713)
  - Bernardo de Cartes (1713-1714)[50]
  - Baltasar de Ceballos (1714-1717)
  - Vicente de Celada (1717-1721)
  - Sebastián de Celada (1721)
  - Gabriel de Celada (1721-1724)
  - Francisco Quiñones (1724-1727)[51]
  - Sebastián Pérez (1727-1730)
  - Martín Junco (1730-1734)[52]
  - Jerónimo Fernández (1735)
  - Fernando Corralero (1735-1738)
  - Martín Collado (1738-1741)
  - Bernardo Cordero (1741)[53]
  - Pedro Miguel (1741-1744)
  - Antonio Fernández (1744-1747)
  - Edmundo de Pliego (1747-1750)
  - José Bolaño (1750)
  - Bartolomé Valladares (1750-1753)
  - Pedro illanes (1753-1756)
  - Alonso Rodríguez (1756-1759)[54]
  - José Agustín (1759-1763)
  - Miguel de Vila (1763-1757)
  - Luis Manso (1767-1771)[55]
  - Lorenzo de Segovia (1771-1775)
  - Atilano Vadillo (1775-1778)
  - Ventura Sánchez (1778-1779)
  - Vicente Alvarez (1779-1783)[56]
  - Gregorio Galdámez (1783-1787)
  - Clemente de Fonseca (1787-1791)[57]
  - Andrés Plaza (1791-1795)
  - Bruno Pérez (1795-1799)[58]
  - Rosendo González (1799-1803)
  - Cádido Luengo (1803-1807)
  - Marcelino González (1807-1811)[59]
  - Atilano Pérez (1811-1815)[60]
  - Lorenzo de la Piedra (1815-1819)
  - José Rafael Arce (1819-1824)[61]
  - Matías Gañán (1825-1828)[62]
  - Angel Cid (1828-1832)
  - Cayetan Fiz de Gayoso (1832-1835)[63]

### Fermeture
Le 12 août 1835, le désamortissement espagnol ferme l'abbaye dans laquelle ne vivent plus que l'abbé et quatre moines. C'est Francisco Antonio Ardiz, déjà propriétaire de l'abbaye sous Napoléon, qui en acquiert la jouissance ; toutefois l'édifice lui-même reste propriété de l'État, ce qui n'encourage pas l'occupant à faire des travaux et accélère donc la ruine du bâtiment. Fernando Beloso Ruiz est le nouvel occupant des lieux en 1927.

### Appropriation et destruction de l'abbaye

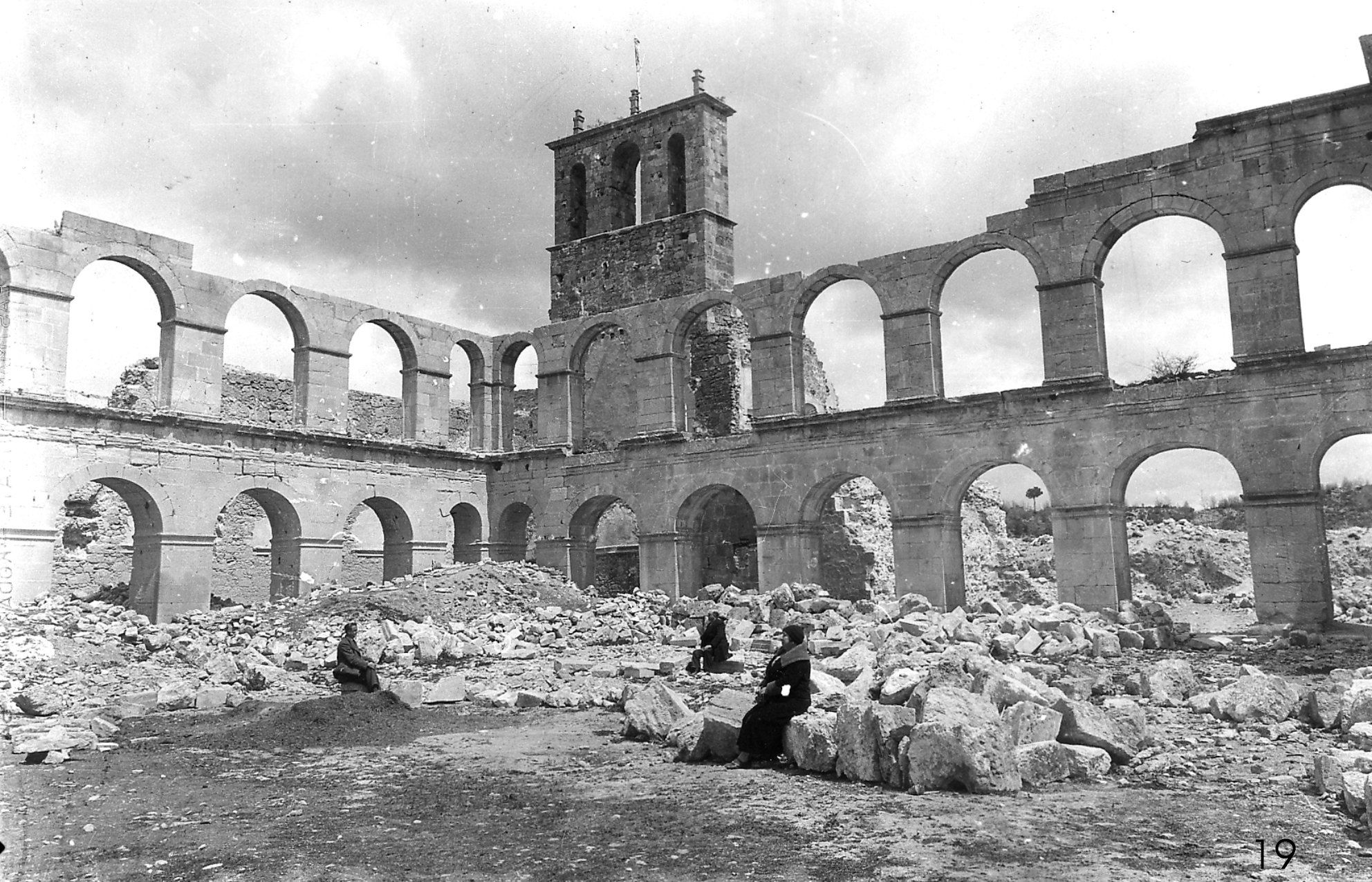
Le cloître après le démantèlement en 1931.

L'abbaye est victime au XXe siècle d'un acte d'elginisme de grande ampleur. Les ruines en sont repérées lors d'un voyage de prospection de l'architecte américain Arthur Byne, voyage commandité par le magnat de la presse William Randolph Hearst. En effet, celui-ci recherche une abbaye européenne à démonter et à transporter pierre par pierre en Californie, afin de construire avec ces matériaux un palace dans son domaine de Wyntoon, pour remplacer celui qui avait été ravagé par un incendie en 1930. Les plans du futur édifice sont dessinés par l'architecte Julia Morgan, qui prévoit entre autres de réutiliser les pierres de l'abbatiale pour en faire une piscine de cent cinquante mètres de longueur,.
L'achat est signé le 4 février 1928, pour la somme de 3 130 pesetas ; le démantèlement de l'abbaye commence en décembre 1930. Très tardivement, le Ier gouvernement de la République réagit en déclarant l'abbaye monument national. Malgré cette protection et les protestations de Francisco Layna Serrano, le chantier se poursuit dans l'illégalité. Le 1er juillet 1931, le chantier de déconstruction est terminé. De surcroît, le magnat de la presse ne révèle pas aux Espagnols la destination des pierres, et le bruit court alors que l'édifice doit être transporté au Mexique.
Onze navires sont nécessaires au transport des pierres depuis Valence jusqu'à San Francisco. Au débarquement, ces dernières sont stockées dans un entrepôt de plus de 3 000 mètres carrés, pour la location duquel Hearst dépense cinq mille dollars annuels de loyer. Mais le projet pharaonique de Julia Morgan est trop coûteux pour les finances de William Randolph Hearst, mises à mal par la Grande Dépression. Ruiné, l'homme d'affaires revend peu à peu ses propriétés et œuvres d'art pour subsister. Ce n'est qu'en 1941 qu'il arrive à se débarrasser de l'encombrante abbaye, en la cédant à la ville de San Francisco pour la somme de 25 000 dollars.

### Stockage et utilisation des pierres à San Francisco

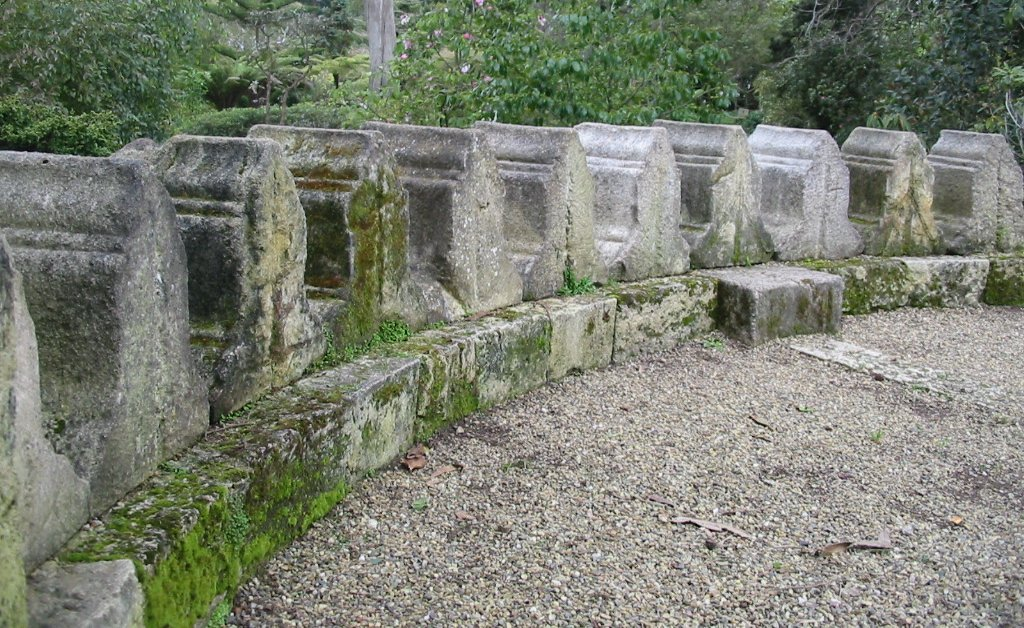
Utilisation des pierres d'Óvila par les jardiniers du parc du Golden Gate.

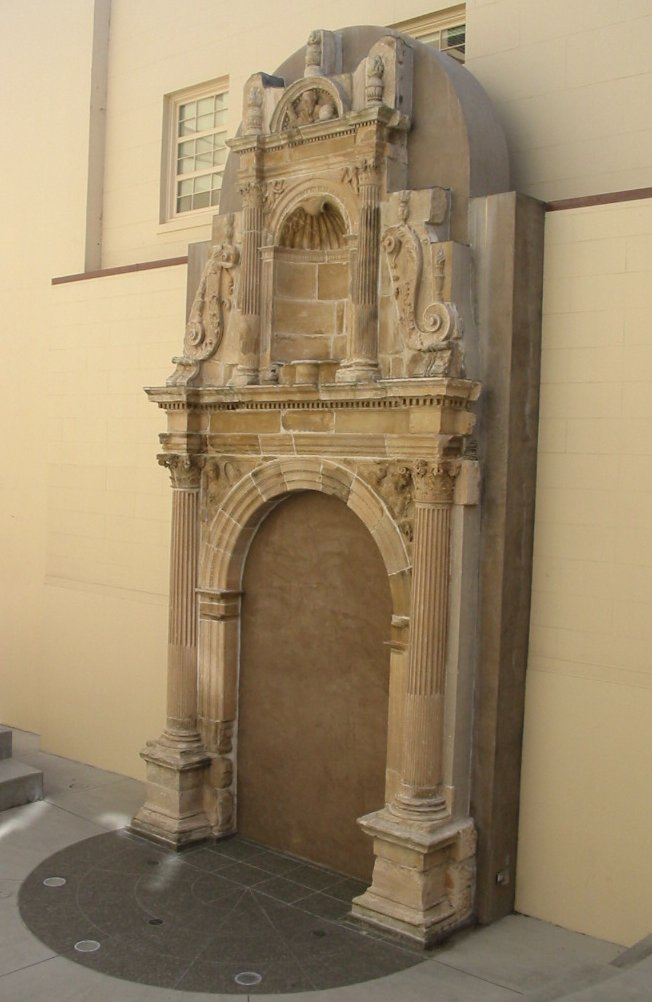
L'entrée, dans l'amphithéâtre Óvila, du hall Kamanovitz de l'UCSF.

Les pierres rachetées par la ville sont stockées dans le parc du Golden Gate. Herbert Fleishhacker (en), président du San Francisco De Young Museum, ainsi que son directeur Walter Heil, imaginent de créer un musée médiéval dédié aux structures monastiques ; mais la Seconde Guerre mondiale interrompt le projet. Après la guerre, celui-ci ne peut être réalisé faute de ressources. Pendant ce temps, cinq incendies successifs en treize ans endommagent les conteneurs et les étiquettes, ce qui rend ardue la reconstitution de l'emplacement des pierres. Les pièces les plus décorées sont également pillées, ou, pour les plus régulières, utilisées par les jardiniers du parc pour créer des bordures et des murets.
En 1963, la façade de l'église d'Óvila est reconstituée dans la cour du musée. En 2002, elle est à nouveau démontée, transportée et reconstruite en 2008 à l'UCSF, plus précisément à l’entrée du hall Kamanovitz, entrée qui a logiquement pris le nom d'« amphithéâtre Óvila ».
D'autres projets sont mis en place pour récupérer et mettre en valeur ce trésor archéologique. La Fondation Hearst effectue un don important au musée en 1980 afin de reprendre des travaux de reconstruction. les travaux d'identification sont menés sous la direction du docteur Margaret Burke. La conclusion de cette dernière est que seule la salle capitulaire, dont environ 60% des pièces sont identifiées, est susceptible d'être remise en état. Pour tous les autres éléments, un taux inférieur à 20% d'éléments utilisables est constaté. L'étude menée à bien, les fonds de la donation sont épuisés et les recherches s'arrêtent donc à nouveau.

### Don aux trappistes de New Clairvaux

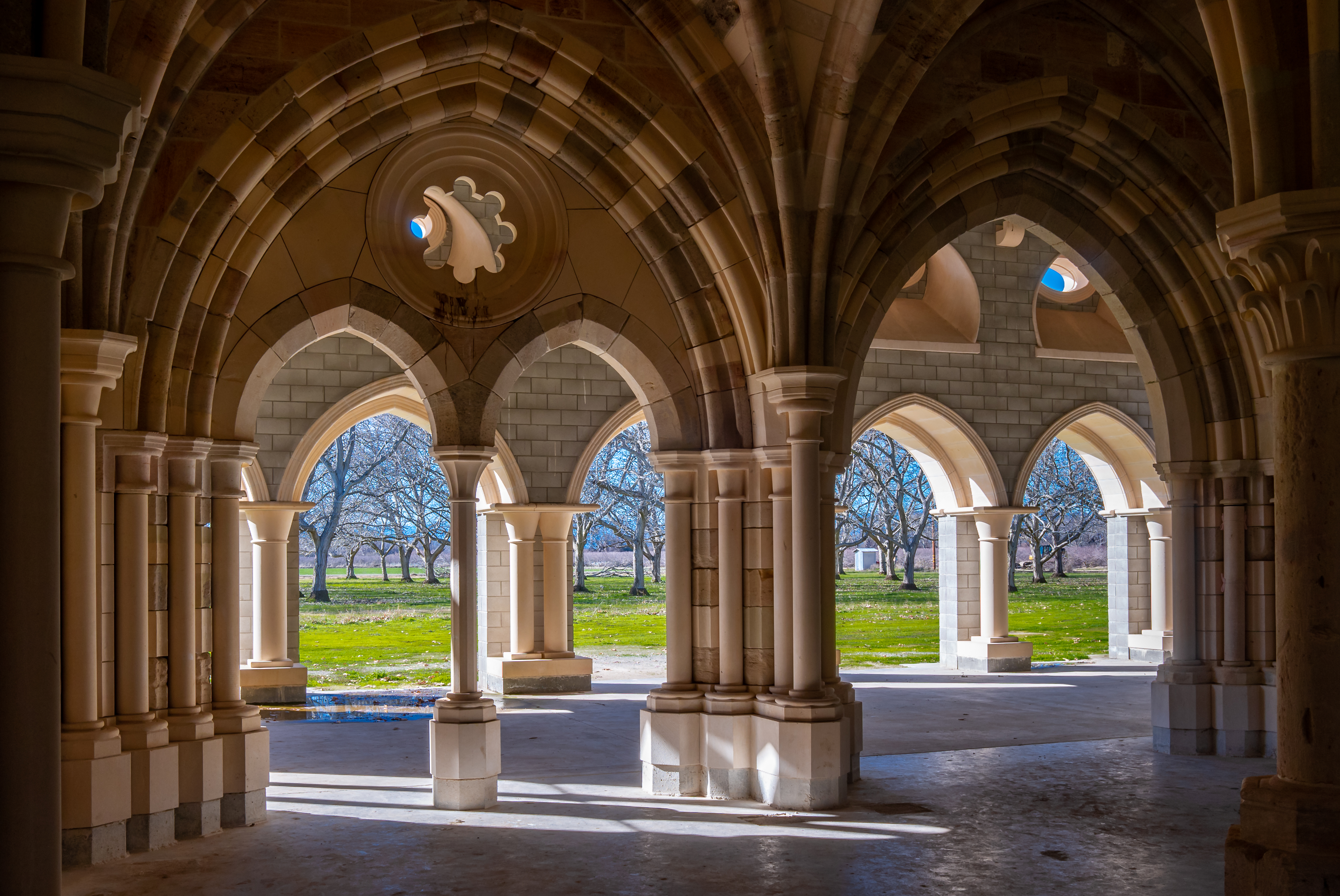
La salle capitulaire de l'abbaye de New Clairvaux, qui réutilise les pierres d'Óvila.

Au milieu des années 1990, l'abbaye de New Clairvaux, située au nord de la Californie à environ 250 kilomètres de San Francisco, propose au musée que ce dernier lui donne les pierres correspondant à la salle capitulaire d'Óvila, afin de rénover et d'agrandir le monastère. Le musée accepte et, de la fin 1994 à l'été 1995, les pierres sont transportées par 19 camions. Le chantier de recomposition commence en 1999, et implique des archéologues américains et ibériques. Une des difficultés du travail est l'absence de plan, Arthur Byne n'ayant effectué que de grossières esquisses en 1928-1931. Le savoir-faire du tailleur de pierres Oscar Kempf permet de faciliter l'ouvrage. En revanche, les manques identifiés par Margaret Burke doivent être compensés par l'importation de pierres supplémentaires depuis l'Espagne.
La salle capitulaire d'Óvila est de modèle rectangulaire, avec deux piliers centraux et donc six parties carrées de dix-sept pieds castillans (es) (environ 4,75 mètres) de côté chacune. Elle mesure donc 51 pieds (14,2 mètres) de longueur sur 34 (9,5 mètres) de largeur. Les voûtes sont nervurées.

## Architecture

### Église abbatiale
L'église abbatiale du XIIe siècle est à nef unique, cette dernière assez courte avec seulement quatre travées. Elle est reconstruite en style gothique tardif au XVIe siècle.